# Code: Realize - Sōsei no Himegimi -
Code: Realize -Sōsei no Himegimi- (コードリアライズ Code: Realize ～創世の姫君～?), también conocida como Code:Realize -Guardian of Rebirth-, es una novela visual japonesa que fue adaptada a una serie de anime por el estudio M. S. C.

## Argumento
Cardia vive aislada en una mansión en las afueras de Londres. Su cuerpo posee un veneno mortal, el cual produce que cualquier objeto o persona que ella toque se derrita. Quienes habitan en la aldea la llaman "monstruo". antes de partir, su padre la obliga a encerrarse y a no ser vista por nadie. Un día, la Guardia Real irrumpe en su mansión con el objetivo de secuestrarla. Es rescatada por Arsène Lupin, con quien comenzara una aventura en búsqueda de su padre y respuestas a sus preguntas.

## Personajes
Cardia Beckford (カルディア・ベックフォード Karudia Bekkufōdo?)
Seiyū: Saori Hayami
Arsène Lupin (アルセーヌ・ルパン Arusēnu Rupan?)
Seiyū: Tomoaki Maeno
Abraham Van Helsing (エイブラハム・ヴァン・ヘルシング Eiburahamu Van Herushingu?)
Seiyū: Jun'ichi Suwabe
Victor Frankenstein (ヴィクター・フランケンシュタイン Vikutā Furankenshutain?)
Seiyū: Tetsuya Kakihara
Impey Barbicane (インピー・バービケーン Inpī Bābikēn?)
Seiyū: Showtaro Morikubo
Saint-Germain (サン・ジェルマン San Jeruman?)
Seiyū: Daisuke Hirakawa
Finis (フィーニス Fīnisu?)
Seiyū: Yūki Kaji
Alexandrina Victoria (アレクサンドリナ・ヴィクトリア Arekusandorina Vuikutoria?)
Seiyū: Naomi Iida
Herloch Sholmes (エルロック・ショルメ Erurokku Shorume?)
Seiyū: Kazuya Murakami
Isaac Beckford (アイザック・ベックフォード Aizakku Bekkufōdo?)
Delacroix II (ドラクロワ二世 Dorakurowa?)
Seiyū: Miho Ishigami
Rempart Leonhardt
Seiyū: Yōji Ueda
Jimmy Aleister
Seiyū: Rikiya Koyama

## Anime
La serie de anime fue adaptada por el estudio M.S.C y dirigida por Hideyo Yamamoto. Constó de 12 episodios televisados durante la temporada de otoño de 2017 en Japón.

### Equipo de producción
- Director: Hideyo Yamamoto
- Guion: Sayaka Harada
- Música: Ryō Takahashi
- Diseño de personajes: miko y Aya Nakanishi
- Director de arte: Tōru Minatani (Atelier Rourke 07)
- Director de animación: Akiharu Ishii
- Director de fotografía: Tomomi Saitou
- Edición: Masayuki Kurosawa

### Banda sonora
- Opening: Kalmia por Mia REGINA.
- Ending: Twinkle por Saori Hayami.